# Formule d'Euler-Maclaurin
Pour les articles homonymes, voir Maclaurin.
Ne doit pas être confondue avec d'autres formules dues à Euler, comme celle définissant l'exponentielle complexe.

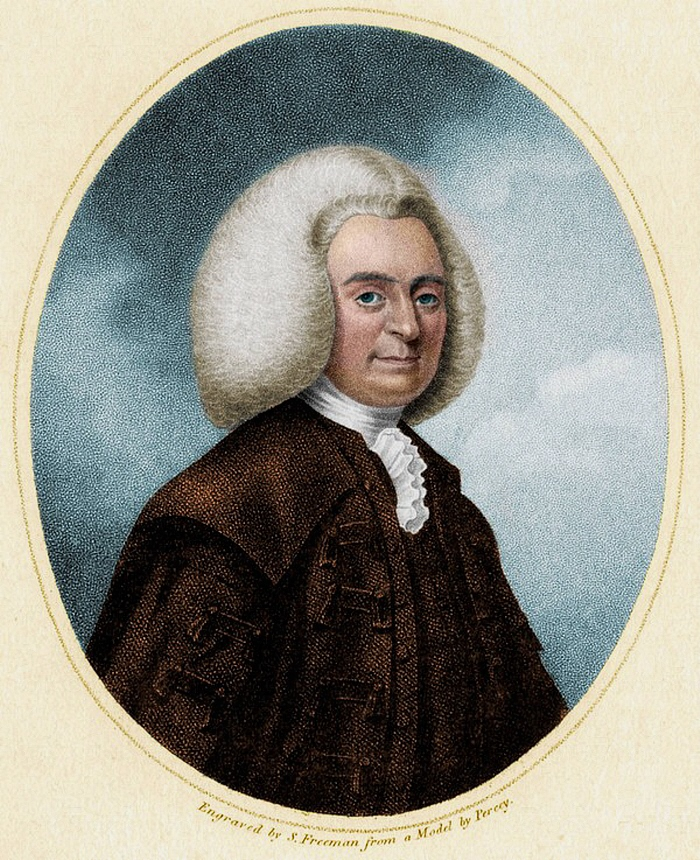
Portrait de Colin Maclaurin

En mathématiques, la formule d'Euler-Maclaurin (appelée parfois formule sommatoire d'Euler) est une relation entre sommes discrètes et intégrales. Elle fut découverte indépendamment, aux alentours de 1735, par le mathématicien suisse Leonhard Euler (pour accélérer le calcul de limites de séries lentement convergentes) et par l'Écossais Colin Maclaurin (pour calculer des valeurs approchées d'intégrales).

## Introduction: comparaison entre série et intégrale
Soit f une fonction infiniment dérivable sur [1, +∞[ et n un entier naturel non nul.
On veut obtenir un développement asymptotique de la somme {\displaystyle \sum _{i=1}^{n}f(i)=f(1)+f(2)+\cdots +f(n)} en la comparant à l'intégrale {\displaystyle \int _{1}^{n}f(x)~{\rm {d}}x}.
La formule d'Euler-Maclaurin donne une expression de la différence {\displaystyle f(1)+f(2)+\cdots +f(n)-\int _{1}^{n}f(x)~{\rm {d}}x} en fonction des valeurs de la fonction et de ses dérivées aux extrémités 1 et n et d'un reste :
Les nombres {\displaystyle b_{2}={\frac {1}{6}},\quad b_{4}=-{\frac {1}{30}},\quad b_{6}={\frac {1}{42}},\quad b_{8}=-{\frac {1}{30}},\quad \ldots b_{2k}} qui apparaissent dans la formule sont les nombres de Bernoulli.
La série obtenue n'est en général pas convergente mais on connaît plusieurs expressions du reste Rk,n de la formule qui permettent de majorer l'erreur ainsi faite.

## Énoncé

### Formule d'Euler-Maclaurin
Soient p et q deux entiers relatifs (p < q), f une fonction continue complexe définie sur [p, q].
L'énoncé qui suit exprime la somme  {\displaystyle {f(p)}+f(p+1)+\cdots +{f(q)}=\sum _{i=p}^{q}f\left(i\right)} avec l'intégrale {\displaystyle \int _{p}^{q}f(x)~{\rm {d}}x}, les valeurs de f (ainsi que de ses dérivées) aux extrémités f(p) et f(q) et d'un reste.
Si f est une fonction complexe continûment dérivable une fois sur le segment [p, q], la formule d'Euler-Maclaurin s'énonce ainsi :
où {\displaystyle \lfloor x\rfloor } est la partie entière de x, notée aussi E(x), et {\displaystyle x-\lfloor x\rfloor } est la partie fractionnaire de x.
Pour une fonction f continûment dérivable 2k fois sur le segment [p, q] (avec k ≥ 1), la formule d'Euler-Maclaurin s'énonce ainsi :
Les nombres b2j désignent les nombres de Bernoulli et le reste Rk s'exprime à l'aide du polynôme de Bernoulli B2k :
La notation B2k désigne le 2k-ième polynôme de Bernoulli et {\displaystyle B_{2k}(x-\lfloor x\rfloor )} en est une version périodisée, de période 1, égale à B2k(x) si 0 < x < 1.
Les nombres de Bernoulli vérifient les égalités {\displaystyle b_{2k}=B_{2k}(0)=B_{2k}(1)}.
D'autres expressions du reste sont données plus loin si la fonction f est 2k + 1 fois dérivable ou 2k + 2 fois dérivable.

### Formules sommatoires d'Euler-Maclaurin
Si l'on somme de p à q − 1 les nombres f (i), on a :
Si l'on considère les nombres de Bernoulli d'indice impair : b1 = –1/2 et b2j +1 = 0 si j > 1, on peut énoncer la formule d'Euler-Maclaurin de la manière suivante : 
pour une fonction complexe f qui est r fois continûment dérivable (avec r > 0) :
On a {\displaystyle R'_{r}=R_{[{\frac {r}{2}}]},\qquad R_{0}=R'_{1}\qquad {\text{et}}\qquad R_{k}=R'_{2k}=R'_{2k+1}} si k > 0.
Avec les notations précédentes, l'expression du reste R'r pour une fonction complexe r fois continûment dérivable (avec r > 0) est la suivante : 
La notation Br désigne le r-ème polynôme de Bernoulli, et {\displaystyle B_{r}(x-\lfloor x\rfloor )} en est une version périodisée, de période 1, égale à Br(x) si 0 < x < 1.
(Les polynômes et les nombres de Bernoulli sont reliés par les égalités br = Br(0) = Br(1) si r > 1.).
Une autre formulation équivalente, où l'on somme de p + 1 à q, est donnée par Tenenbaum : pour une fonction complexe f qui est r + 1 fois continûment dérivable (avec r ≥ 0) :
Le coefficient (–1)j+1 n'intervient dans la formule que pour j = 0. Son rôle est de remplacer le nombre de Bernoulli d'indice 1, b1 = –1/2, par b'1 = +1/2.

### Expressions du reste
Si f est 2k fois continûment dérivable sur le segment [p, q] (avec k ≥ 1), le reste Rk s'exprime de la manière suivante :
Si f est 2k + 1 fois continûment dérivable sur le segment [p, q] (avec k ≥ 0), le reste Rk s'exprime comme suit :
Si f est une fonction réelle 2k + 2 fois continûment dérivable sur le segment [p, q] (avec k ≥ 0), le reste peut s'écrire des manières suivantes :
Si l'on considère les nombres de Bernoulli sans leur signe (on a {\displaystyle b_{2k}=(-1)^{k-1}|b_{2k}|}), la dernière formule s'écrit :
Remarque : le reste Rk est nul pour tout polynôme de degré au plus 2k + 1.

### Majorations du reste
Si f est une fonction complexe 1 fois continûment dérivable sur le segment [p, q], le maximum
{\displaystyle \sup _{t\in [0\,;\,1]}|B_{1}(t)|={\frac {1}{2}}}
du polynôme de Bernoulli B1(t) permet d'obtenir la majoration   :
Si f est une fonction complexe 2k  fois continûment dérivable sur le segment [p, q] (avec k ≥ 1), on peut majorer le reste (ou « terme d'erreur ») de la formule d'Euler-Maclaurin en utilisant la majoration des polynômes de Bernoulli d'indice pair : {\displaystyle \sup _{t\in [0\,;\,1]}|B_{2k}(t)|=|b_{2k}|} :
Par exemple, avec {\displaystyle b_{2}={\frac {1}{6}}}, on a : {\displaystyle |R_{1}|\leqslant {\frac {1}{12}}\int _{p}^{q}\left|f''(x)\right|\mathrm {d} x}.
L'inégalité peut être réécrite en utilisant la formule due à Euler (pour k ≥ 1) : {\displaystyle {\frac {|b_{2k}|}{(2k)!}}={\frac {2}{(2\pi )^{2k}}}\sum _{i=1}^{\infty }{\frac {1}{i^{2k}}}={\frac {2}{(2\pi )^{2k}}}\zeta (2k)}. On déduit que {\displaystyle {\frac {|b_{2k}|}{(2k)!}}\leqslant {\frac {2\zeta (2)}{(2\pi )^{2k}}}} 
(on a l'équivalent : {\displaystyle {\frac {|b_{2k}|}{(2k)!}}\sim {\frac {2}{(2\pi )^{2k}}}}).

Si f est une fonction complexe 2k + 1 fois continûment dérivable sur le segment [p, q] (avec k ≥ 1), en utilisant la majoration des polynômes de Bernoulli d'indice impair : {\displaystyle |B_{2k+1}(t)|\leqslant {\frac {2(2k+1)!}{(2\pi )^{2k+1}}}} (si {\displaystyle t\in [0\,;\,1]}) démontrée par Derrick Lehmer, on obtient l'inégalité : 
Pour le polynôme de Bernoulli B3(t), on a le maximum {\displaystyle \sup _{t\in [0\,;\,1]}|B_{3}(t)|={\frac {\sqrt {3}}{36}}} qui permet d'obtenir la majoration :

### Signe du reste
Si f est une fonction réelle 2k + 2 fois continûment dérivable sur le segment [p, q] (avec k ≥ 0), dont la dérivée d'ordre 2k + 2 est de signe constant, le reste Rk a le même signe que le « premier terme négligé » : 
De plus on a les majorations suivantes :

et 
 (le reste suivant Rk + 1 n'excède pas (en valeur absolue) le « dernier terme retenu »).
Si f est une fonction réelle 2k + 4 fois continûment dérivable sur le segment [p, q] (avec k ≥ 0), dont les dérivées d'ordre 2k + 2 et 2k + 4 sont de signe constant et de même signe, alors les restes Rk et Rk + 1 sont de signes opposés et le reste Rk est majoré (en valeur absolue) par le premier terme négligé :

## Démonstration
On démontre la formule
sur l'intervalle [n, n + 1], avec n ∈ ℤ, puis on déduit la formule précédente par sommation sur n ∈ ℤ (p ≤ n ≤ q – 1).

## Application à l'intégration numérique

### Intégration numérique
La formule sommatoire peut être utilisée pour approcher des intégrales par un procédé discret, par exemple dans la méthode des trapèzes ou celle de Romberg, ou à l'inverse pour transformer une somme discrète (finie ou non) et lui appliquer les techniques du calcul infinitésimal.
La formule d'Euler-Maclaurin peut aussi être utilisée pour une estimation précise de l'erreur commise dans le calcul numérique d'une intégrale ; en particulier, c'est sur elle que reposent les méthodes d'extrapolation. La méthode de quadrature de Clenshaw-Curtis est essentiellement un changement de variables ramenant une intégrale arbitraire à l'intégration de fonctions périodiques, pour lesquelles la formule sommatoire est très précise (dans ce cas, elle prend la forme d'une transformée en cosinus discrète).

### Formules d'intégration d'Euler-Maclaurin

#### Intégration entre deux entiers
Dans la méthode des trapèzes, on approxime l'intégrale {\displaystyle \int _{n}^{n+1}f(x)~{\rm {d}}x} par interpolation linéaire sur chaque intervalle [n, n + 1] : {\displaystyle \int _{n}^{n+1}f(x)~{\rm {d}}x\approx {\frac {f(n)+f(n+1)}{2}}}.
En sommant sur tous les intervalles de longueur 1, on approxime l'intégrale {\displaystyle \int _{p}^{q}f(x)~{\rm {d}}x} par la somme
La formule d'Euler-Maclaurin peut s'écrire :

#### Intégration sur un intervalle quelconque
Un simple changement de variable permet d'obtenir une formule analogue pour une fonction définie sur un segment à bornes non entières. Les restes sont donnés avec le « point moyen » {\displaystyle \;\xi \in ~]a,b[} pour une fonction dérivable 2k + 2 fois.
En posant {\displaystyle h={\frac {b-a}{N}}}, on a :
Le « terme d'erreur » peut également s'écrire : {\displaystyle -R_{k}=-(b-a){\frac {b_{2k+2}}{(2k+2)!}}f^{(2k+2)}(\xi )h^{2k+2}=-{\frac {b_{2k+2}(b-a)^{2k+3}}{(2k+2)!N^{2k+2}}}f^{(2k+2)}(\xi )}.
Si N = 1, on a une formule où n'interviennent que les extrémités a et b :

## Expressions du reste pourk= 0 et  pourk= 1

### Expressions deR0et erreur de la méthode des trapèzes
Les premiers polynômes de Bernoulli sont :
{\displaystyle B_{0}(y)=1,\quad B_{1}(y)=y-{\frac {1}{2}},\quad B_{2}(y)=y^{2}-y+{\frac {1}{6}}}.
(-R0) est l'erreur faite en approximant l'intégrale {\displaystyle \int _{n}^{n+1}f(x)~{\rm {d}}x\approx {\frac {f(n)+f(n+1)}{2}}} par la méthode des trapèzes sur chaque intervalle [n, n + 1].
Si f est continûment dérivable une fois (on pose {\displaystyle y=x-\lfloor x\rfloor }) :
{\displaystyle R_{0}=\int _{p}^{q}f'(x){B_{1}(y)}~{\rm {d}}x=\int _{p}^{q}f'(x)\left(y-{\tfrac {1}{2}}\right)~{\rm {d}}x}
Si f est une fonction réelle continûment dérivable deux fois :
{\displaystyle {\begin{aligned}R_{0}=-{\frac {1}{2!}}\int _{p}^{q}f''(x)\left(B_{2}(y)-{\tfrac {1}{6}}\right)~{\rm {d}}x&=-{\frac {1}{2}}\int _{p}^{q}f''(x)(y^{2}-y)~{\rm {d}}x\\&={\frac {q-p}{12}}f''(\xi )\qquad ({\text{avec }}\;\xi \in \left]p,q\right[).\end{aligned}}}

### Formule de quadrature et terme d'erreur  pourk= 1
Les polynômes de Bernoulli qui interviennent sont :
{\displaystyle B_{2}(y)=y^{2}-y+{\frac {1}{6}},\quad B_{3}(y)=y^{3}-{\frac {3}{2}}y^{2}+{\frac {1}{2}}y=y(y-1)\left(y-{\tfrac {1}{2}}\right),\quad B_{4}(y)=y^{4}-2y^{3}+y^{2}-{\frac {1}{30}}=(y^{2}-y)^{2}-{\frac {1}{30}}}.
(–R1) est le terme d'erreur correspondant à la formule de quadrature, exacte pour les polynômes de degré inférieur ou égal à trois :
(dans l'article Calcul numérique d'une intégrale, il s'agit de la formule de Newton-Coates généralisée NC-2-2).
Si f est continûment dérivable deux fois (en posant {\displaystyle y=x-\lfloor x\rfloor }) :
{\displaystyle R_{1}=-{\frac {1}{2!}}\int _{p}^{q}f''(x){B_{2}(y)}~{\rm {d}}x=-{\frac {1}{2}}\int _{p}^{q}f''(x)\left(y^{2}-y+{\tfrac {1}{6}}\right)~{\rm {d}}x.}
Si f est continûment dérivable trois fois :
{\displaystyle R_{1}={\frac {1}{3!}}\int _{p}^{q}f'''(x){B_{3}(y)}~{\rm {d}}x={\frac {1}{6}}\int _{p}^{q}f'''(x)\left(y^{3}-{\tfrac {3}{2}}y^{2}+{\tfrac {1}{2}}y\right)~{\rm {d}}x.}
Si f est une fonction réelle continûment dérivable quatre fois :
{\displaystyle R_{1}=-{\frac {1}{4!}}\int _{p}^{q}f^{(4)}(x)\left(B_{4}(y)+{\tfrac {1}{30}}\right)~{\rm {d}}x=-{\frac {1}{24}}\int _{p}^{q}f^{(4)}(x)(y^{2}-y)^{2}~{\rm {d}}x=-{\frac {q-p}{720}}f^{(4)}(\xi )\qquad ({\text{avec }}\;\xi \in \left]p,q\right[).}

## Autres applications

### Le problème de Bâle
Le problème de Bâle demandait de déterminer la somme {\displaystyle 1+{\frac {1}{4}}+{\frac {1}{9}}+{\frac {1}{16}}+{\frac {1}{25}}+\cdots =\sum _{n=1}^{\infty }{\frac {1}{n^{2}}}.}
Euler calcula cette somme à 20 décimales en utilisant seulement quelques termes de la formule d'Euler-Maclaurin. Ce calcul le convainquit probablement qu'elle valait π2/6, résultat qu'il publia en 1735 (mais avec des arguments incorrects ; il lui fallut six ans de plus pour trouver une démonstration rigoureuse).

### Sommes polynomiales
Si f est un polynôme de degré d et si l'on applique la formule sommatoire avec p = 0, q = n et k choisi tel que d ≤ 2k +1, le reste  Rk disparaît.
Par exemple, si f(x) = x3, on peut prendre k = 1 pour obtenir

### Développements asymptotiques de fonctions définies par une série
Pour déterminer des développements asymptotiques de sommes et de séries, la forme la plus utile de la formule sommatoire est sans doute (pour a et b entiers) :
Ce développement reste souvent valide même lorsque l'on prend les limites quand a → –∞ ou b → +∞, ou les deux. Dans de nombreux cas, l'intégrale de droite peut être calculée de manière exacte avec des fonctions élémentaires, alors que ce n'est pas le cas de la somme.
L'écriture précédente doit être interprétée comme une série formelle, car, le plus souvent, cette série est divergente ; la formule ne peut en général pas être exploitée directement sous cette forme. Toutefois, Euler avait déjà remarqué qu'on obtenait une précision numérique remarquable en tronquant la formule au plus petit terme de la série, ce qui fut précisé et expliqué par les travaux d'Émile Borel.
Par exemple :
Ici, le membre de gauche est égal à {\displaystyle \psi _{1}(z)}, c'est-à-dire à la fonction polygamma d'ordre 1 (appelée aussi fonction trigamma) définie à partir de la fonction Gamma : {\displaystyle \psi _{1}(z)={\frac {\mathrm {d} ^{2}}{\mathrm {d} z^{2}}}\ln \Gamma (z)=\sum _{k=0}^{\infty }{\frac {1}{(z+k)^{2}}}}.
La formule d'Euler Maclaurin amène à un développement asymptotique de {\displaystyle \psi _{1}(z)}, lequel permet une estimation précise de l'erreur de la formule de Stirling pour la fonction Gamma :